# Bătălia de la Jemmapes

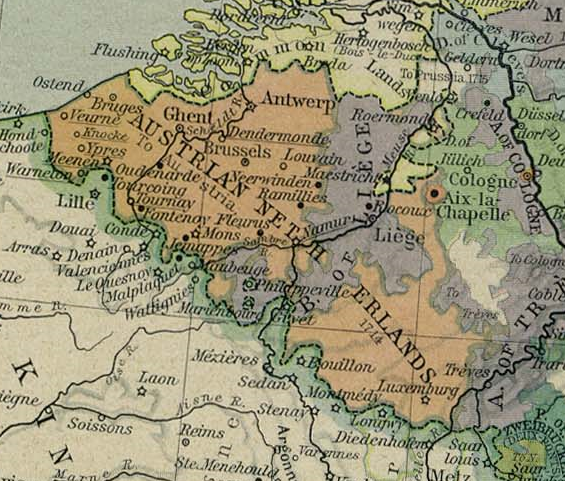
Harta cu amplasarea teritoriului pierdut de Austria (portocaliu)

Bătălia de la Jemmapes a avut loc la 6 noiembrie 1792 în apropiere de Jemappes, Mons (Belgia) între Franța și Austria. Trupele franceze au ieșit învingătoare ele fiind sub conducerea generalului Charles François Dumouriez (1739 - 1823). Trupele austriece au fost sub conducerea prințului Albert Kasimir von Sachsen-Teschen (1738 - 1822) și a grofului Charles Joseph de Croix, comte de Clerfait (1733 - 1798). Prințul care era în fruntea unei armate austriece cu un efectiv de 26.000 de soldați și care aștepta întăriririle promise pe o înălțime în apropiere de satul Jemappes. In dimineața zilei de 6 noiembrie a pornit atacul francez cu un efectiv de 40.000 de soldați. După o luptă care n-a adus nici un rezultat și care a durat câteva ore, sub protecția artileriei, Dumouriez pornește la prânz un atac decisiv pe flancul stâng și drept. Austriecii vor suferi o pierdere de 7.000 de oameni și 8 tunuri, și se vor retrage spre Mons, pe când francezii au o pierdere de 4.000 de oameni. Ca urmare a aceste bătălii Austria pierde în favoarea Franței regiunea numită Țările de Jos austriece din jurul orașelor Bruxelles și Liège, iar în anul 1795 va fi constituit noul departament francez Jemappes.